# Ospino
Ospino ist ein Ort im Bundesstaat Portuguesa, in den Llanos von Venezuela. Die Gemeinde Ospino hatte 2011 laut Volkszählung 49.228 Einwohner. Der Ort hat ein paar Dutzend Schulen.

## Geschichte
Das Dorf entstand, als Siedler von Guanare, die dort ihre Ländereien hatten, ihre Familien und Arbeiter mitbrachten und sich dort niederließen. Am 15. August 1754 erteilte Ferdinand VI der Siedlung den Titel von "Villa".
Das Dorf litt besonders während der Unabhängigkeitskriege sowie zu den Zeiten des Föderalen Krieges.
Im Jahr 1814 wurde das Dorf, nachdem es in den Händen der Rebellen geraten war, von den spanischen Truppen zurückerobert. Im Jahr 1818 gab es einen Aufstand, der aber schnell niedergeschlagen wurde.